# Samuel Crompton
Samuel Crompton (Firwood, Lancashire, 3 de desembre de 1753 – Bolton, 26 de juny de 1827), va ser un inventor anglès i pioner de la indústria de la filatura.
A partir del treball de James Hargreaves i Richard Arkwright, va inventar la Spinning mule, una màquina que va revolucionar la indústria a tot el món.
Samuel Crompton va revolucionar la indústria tèxtil amb la creació de la seva mula filadora, un avenç clau en la mecanització de la producció tèxtil durant la Revolució Industrial. La invenció de Crompton, que combinava el millor de la filadora Jenny i la filadora hidràulica, va oferir una solució a un desafiament crític en la manufactura tèxtil: la necessitat d'una major eficiència en el filat. Abans del seu invent, la producció tèxtil depenia en gran manera del treball manual, cosa que limitava l'escala i la velocitat de la producció. El filat era un procés laboriós que requeria que els treballadors operessin contínuament les màquines, cosa que sovint resultava en fils de qualitat irregular i baixa. No obstant això, la filadora mule de Crompton va canviar dràsticament la dinàmica de la producció tèxtil en augmentar significativament tant la velocitat com la qualitat del procés de filat.
Crompton, a diferència de molts dels seus contemporanis, no era un enginyer ni un inventor format. En canvi, la creació va sorgir d'una combinació d'enginy personal i perseverança. Va passar gran part de la seva joventut experimentant amb dispositius mecànics, sovint utilitzant recursos limitats i treballant en un petit taller improvisat a casa seva a Bolton, Lancashire, prop de Manchester. Tot i no tenir formació formal, la comprensió de Crompton sobre les tecnologies de fil existents li va permetre imaginar una màquina que fos més eficient que qualsevol altra que existís. La seva filadora mule va incorporar el millor de la capacitat de la filadora Jenny per filar múltiples fils simultàniament i la capacitat de la filadora hidràulica de produir fils més forts i duradors.
L'impacte de la filadora mule a la indústria tèxtil va ser profund. Va permetre la producció massiva de fils d'alta qualitat, cosa que alhora va facilitar el creixement dels molins tèxtils que podien produir teles teixides a una escala sense precedents. En augmentar la capacitat de producció, la mula filadora va ajudar a reduir el cost dels productes tèxtils, fent-los més accessibles i assequibles per a un mercat més ampli. Aquest avenç tecnològic va jugar un paper fonamental en l'impuls de la Revolució Industrial, ja que va permetre als fabricants de teixits satisfer la creixent demanda de teles tant en els mercats nacionals com internacionals. La major disponibilitat de teixits assequibles també va impulsar el desenvolupament de noves indústries, com la de la confecció, i va contribuir a la urbanització en atraure treballadors cap a les ciutats fabrils.
Més enllà del seu impacte immediat en la manufactura tèxtil, la mula filadora de Crompton va ajudar a aplanar el camí per a futures innovacions a la maquinària industrial. El seu èxit va demostrar el potencial de combinar la mecanització amb l'habilitat i la creativitat humana, cosa que es va convertir en una característica destacada dels desenvolupaments futurs en diverses indústries. Tot i això, les contribucions de Crompton no van estar exemptes de controvèrsia. Encara que va rebre un reconeixement inicial per la seva feina, Crompton va lluitar per obtenir una compensació financera o patents per la seva invenció, que sovint va ser copiada sense permís. Tot i aquests desafiaments, el seu treball va establir les bases per a la mecanització de la indústria tèxtil i va deixar una empremta indeleble en la història del progrés industrial.

## Biografia

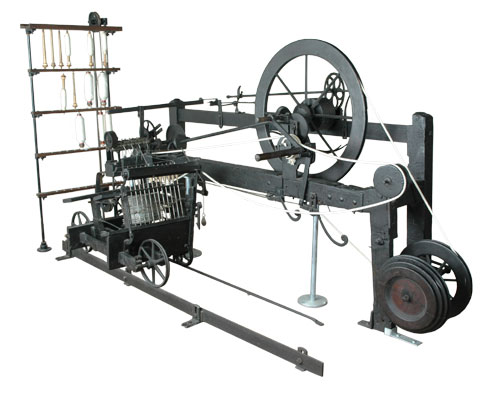
Únic exemplar existent d'una Spinning-mule

Samuel Crompton va néixer a 10 Firwood Fold, Bolton, Lancashire, fill de George i Betty Crompton (nascuda Elizabeth Holt de Turton). El seu pare era conserge al proper Hall i'th' Wood. Samuel tenia dues germanes petites. Quan era un nen va perdre el seu pare i va haver de contribuir als recursos familiars filant fil, amb la filadora de James Hargreaves.
Les deficiències de la Jenny el van dur a idear alguna cosa millor, en la qual va treballar en secret durant cinc o sis anys. L'esforç va absorbir tot el seu temps lliure i diners, incloent-hi el que va guanyar tocant el violí al teatre Bolton.
Sent quasi un infant va perdre el seu pare, i amb la resta de la família es traslladà a Hall-in-the-Wood, on començà a educar-se en tan com li permetien els seus mitjans, mentre treballava en un teler per a guanyar-se la vida. Com que posseïa uns petits coneixements de la música aconseguí una plaça de violí en el teatre de Bolton, cosa que li va permetre estalviar una petita suma. Mentrestant no deixava de la mà el seu capital invent, el teler mecànic per a la fabricació de les mussolines.
El 16 de febrer de 1780 a l'església parroquial de Bolton, Crompton es va casar amb Mary Pimlott (o Pimbley). Van tenir vuit fills, inclòs George Crompton (nascut el 8 de gener de 1781), que va seguir en el negoci familiar.
El 1791, Crompton es va unir a l'Església Swedenborgiana, on va exercir com a tresorer i director de cor fins al 1823.

## Spinning mule

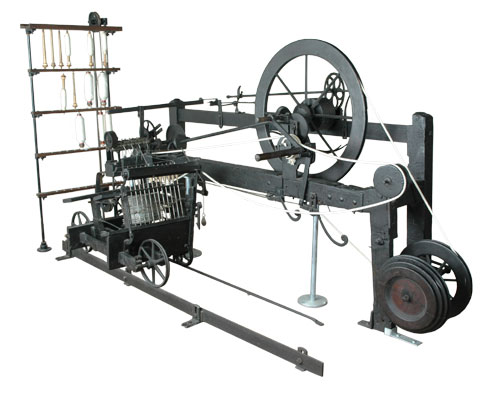
L'únic exemple supervivent d'una spinning mule construïda per l'inventor Samuel Crompton, al Museu de Bolton.

Cap al 1779, Samuel Crompton va aconseguir produir una mule-jenny, una màquina que filava fil adequat per a la fabricació de mussolina. Era coneguda com la roda de mussolina o Hall i'th' Woodwheel, pel nom de la casa on vivien ell i la seva família. La mula-jenny més tard va ser coneguda com la Spinning mule. Hi havia una gran demanda pel fil que Crompton feia a Hall i'th' Wood però no tenia els mitjans per treure una patent. La indiscreció dels seus mètodes va obligar a Crompton a triar entre destruir la seva màquina o fer-la pública. Va adoptar aquesta darrera alternativa després de les promeses de diversos fabricants de pagar-li per l'ús de la mula, però tot el que va rebre va ser unes 60 lliures. Després va reprendre a filar pel seu compte, però amb un èxit relatiu.
La jenny-mule retorçava els blens utilitzant rodets a la manera del marc d'Arkwright, mentre que el carro del cargol es movia cap endavant i cap enrere 54 polzades per estirar el fil, i després per reunir-lo en els fusos giratoris a la manera de Hargreaves Jenny. La importància de la mula era que podia filar el fil millor del que es podia fer a mà, la qual cosa conduïa a un fil cada vegada més fi. El fil gruixut (40) es venia a 14 xílings per lliura, mentre que el filat (80) es venia a 42 xílings la lliura.

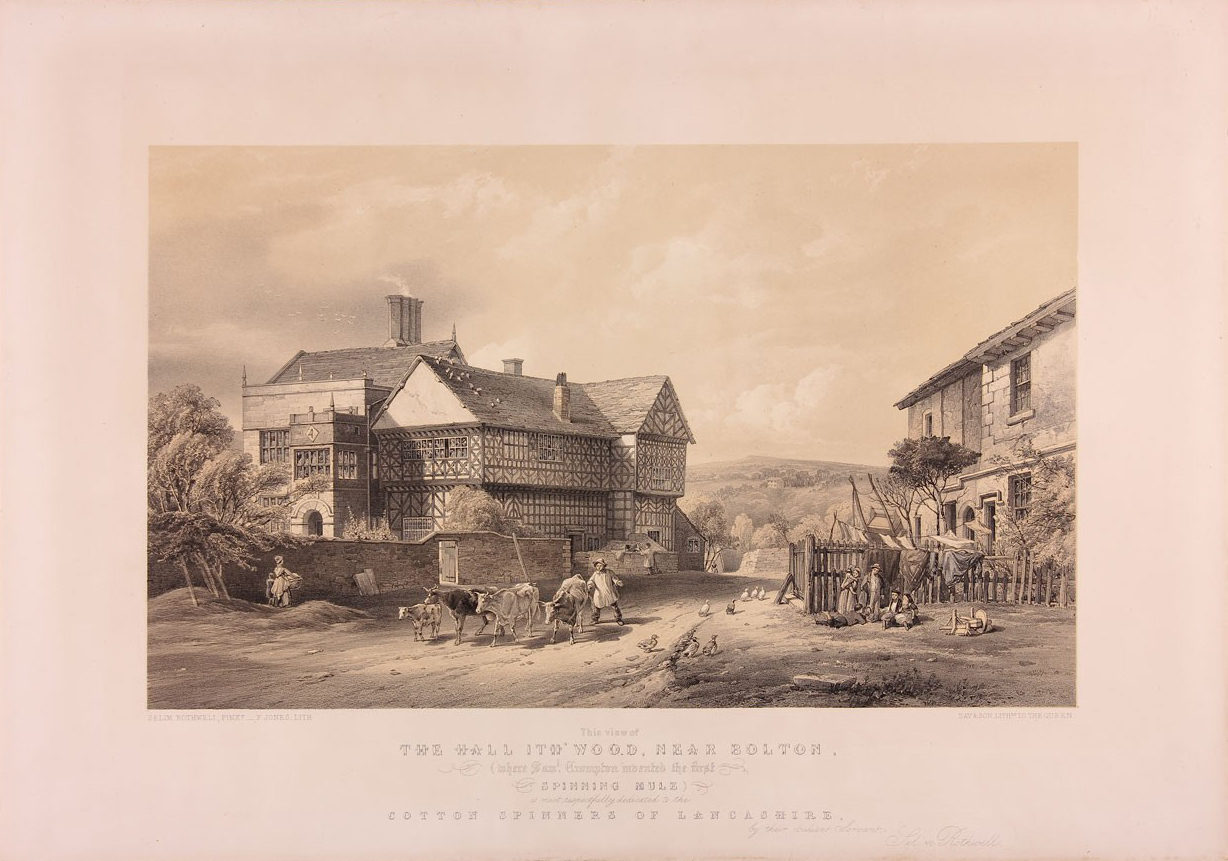
"Aquesta vista de The Hall ith' Wood prop de Bolton. (on Samuel Crompton va inventar la primera Spinning mule)... dedicada respectuosament als Cotton Spinners de Lancashire". Litografia de F. Jones (Day & Son, Lithographers to the Queen), després de Selim Rothwell.

Com que la mula no estava patentada, altres aviat la van fabricar. La màquina es va construir en ferro, es va aplicar energia per ajudar el moviment cap a dins el 1790 i el 1834 era totalment automàtica. Una enquesta de 1812 va mostrar que hi havia entre 4 i 5 milions de fusos de mula en ús. Crompton no va rebre drets d’autor pel seu invent.
L'ús del seu teler es va estendre ràpidament, i Crompton no parà d'introduir millores en ell, i encara que el 1801 havia, mercès a un préstec, va estendre la seva indústria muntant un petit taller, assolí els seus seixanta anys sense aconseguir la menor recompensa pel seu invent.
El 1800, es va recaptar una suma de 500 lliures al seu benefici mitjançant subscripció, i quan el 1809, Edmund Cartwright, l'inventor del teler mecànic, va obtenir 10.000 lliures al parlament, Crompton es va decidir a sol·licitar una subvenció. El 1811, va recórrer els districtes de fabricació de Lancashire i Escòcia per recollir proves que mostressin fins a quin punt s'estava utilitzant la seva mula, i el 1812 el parlament li va atorgar 5.000 lliures. Amb l'ajuda d'aquests diners, Crompton va iniciar un negoci com a blanquejador i després com a comerciant de cotó i filador, però sense èxit. El 1824, uns quants amics i membres (incloent Isaac i Benjamin Dobson, Benjamin Hick, John Kennedy i Peter Rothwell) del club de "prosecució" de Bolton's Black Horse, li van comprar una anualitat de 63 lliures sense que ell ho sabés.
Crompton va morir a la seva casa de King Street, Bolton, el 26 de juny de 1827, i va ser enterrat a l'església parroquial de St Peter's.

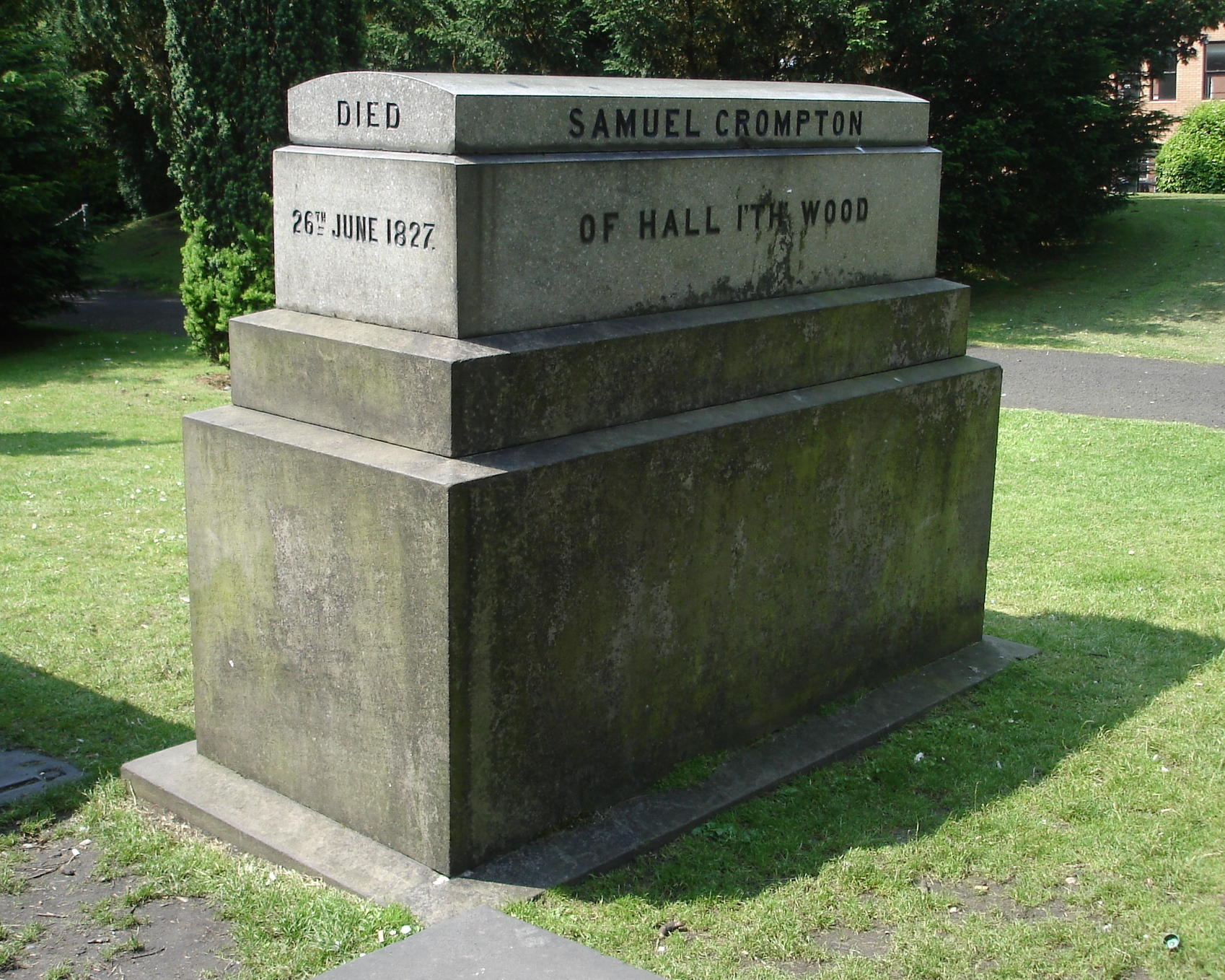
Tomba de Samuel Crompton, cementiri de Sant Pere, Bolton, Regne Unit